# Lev Berinski
Lev Berinski (jidiš: לעװ בערינסקי‎, rusky: Лев Самуилович Беринский, * 6. dubna 1939 Căușeni / Kaušany v Besarábii) je židovský básník, spisovatel, novinář a překladatel žijící v Izraeli. Píše rusky a v jidiš. Je členem PEN klubu. V letech 1998–2001 byl předsedou Izraelského svazu spisovatelů a novinářů píšících v jidiš.

## Životopis
Narodil se ve městě Căușeni (Kaušany) v Besarábii (tehdy Rumunské království, dnes město patří k Moldavsku) v rodině krejčího, podle úředních dokumentů 6. dubna 1939. Podle rukopisných vzpomínek otce se Lev narodil po půlnoci, takže správné datum narození by mělo být 7. dubna 1939. Druhou světovou válku rodina prožila v evakuaci v Tádžikistánu a v Zlatoustu na Uralu. Po válce se usadila v Moldávii, nejprve v Kaušanech, později v Kišiněvě.
Již v mládí se seznámil se začínajícími umělci, kteří žili rovněž v Kišiněvě: s literáty Alexandrem Gelmanem a Alexandrem Brodským, píšícím pod pseudonymem Mikky Wulf (rusky Микки Вульф), dále s moldavským filmovým režisérem Valeriem Gagiu. Již roku 1952 nebo 1953 debutoval rusky psanou básní, otištěnou v časopisu Mladý Leninovec (Юный Ленинец). Od roku 1954 žil ve Stalinu, kde vystudoval střední školu pro kulturně-osvětové pracovníky a pracoval jako učitel hudby a hudebník (akordeon). V tomto období publikoval své básně v časopisu Komsomolec Donbasu (Комсомолец Донбасса), patřil ke kruhu tamních literátů a přátelil se s ukrajinským básníkem Vasilem Stusem, který byl později z politických důvodů dvakrát dlouhodobě vězněn a roku 1985 (!!) jako jeden z posledních vězňů svědomí zahynul v „gulagu“. V letech 1963–1968 Berinski studoval němčinu a literaturu na Pedagogickém institutu ve Smolensku a v letech 1965–1970 překlad poezie na moskevském Literárním institutu Maxima Gorkého. V letech 1970–1974 přednášel němčinu na moskevské technické škole.
Roku 1981 uveřejnil své první verše napsané v jidiš v časopisu Sowjetisch hejmland a stal se jeho pravidelným přispěvatelem. V letech 1981–1983 byl členem první skupiny absolventů kurzů jidiš a literatury v jidiš, které organizoval Svaz spisovatelů SSSR na moskevském Literárním institutu Maxima Gorkého. Řídil literární část moskevského Věstníku židovské sovětské kultury a psal do stálé rubriky v časopisu Undzer kol (Náš hlas) v Kišiněvě. Přestože během svého „sovětského“ období napsal mnoho básní, jejich prvního knižního vydání se dočkal až v roce 1988. Do té doby směl publikovat pouze časopisecky. Své novinářské texty někdy podepisoval jinotajnými a dvojsmyslnými pseudonymy: Арье Цвояк (Arje Cvojak – hebrejsky „Lev“ a v jidiš „dvojník“) odkazoval přímo k autorovi, zatímco pseudonymy И. Дитев (I. Ditěv), Эдит Нах (Edit Nach) používal pro vyjádření svého záporného vztahu k zadavatelům textů (fonetické čtení v ruštině evokovalo vazbu „jděte do…“), pseudonym Маврогений Пуш (Mavrogenij Puš) používal při psaní jako klaunský nonsens.
Roku 1991 odešel s rodinou do Izraele, od roku 1992 žije ve městě Akko. V Izraeli vydal několik knih poezie, byl jedním ze zakladatelů časopisu Naje vegn (Nové cesty, vycházel v letech 1992–2003). Zúčastnil se mnoha festivalů poezie po celé Evropě, absolvoval celou řadu autorských čtení, především v Německu. Ve své básnické tvorbě směřuje k modernismu, používá hexametrizující volný verš s intelektuálním obsahem a vědeckými pojmy. Přispívá do několika časopisů, kromě poezie píše i eseje a zabývá se publicistikou. V letech 1998–2001 byl předsedou Izraelského svazu spisovatelů a novinářů píšících v jidiš. Je členem PEN-klubu. Za svou činnost obdržel cenu Twentieth Century Award for Achievements (Cambridge 1992), cenu Sarah Gorby 1993, cenu Dovida Hofsteina 1997 a cenu Icika Mangera 1997. Roku 2009 navštívil na pozvání organizátorů Festivalu česko-německo-židovské kultury 9bran Prahu. V dubnu 2014 se v Drážďanech uskutečnily oslavy Berinského 75. narozenin. Při té příležitosti vyšlo speciální rozšířené vydání výboru německých překladů Experimente mit Weltelementen (Experimenty se světovými elementy) v limitované edici 75 číslovaných výtisků.
Jeho bratr Sergej Berinskij (1946–1998) byl známý ruský hudební skladatel, sestra Sima je violoncellistka a hudební pedagožka. Lev Berinski je pravděpodobně spřízněn také s dramatikem a scenáristou Leo Birinským.

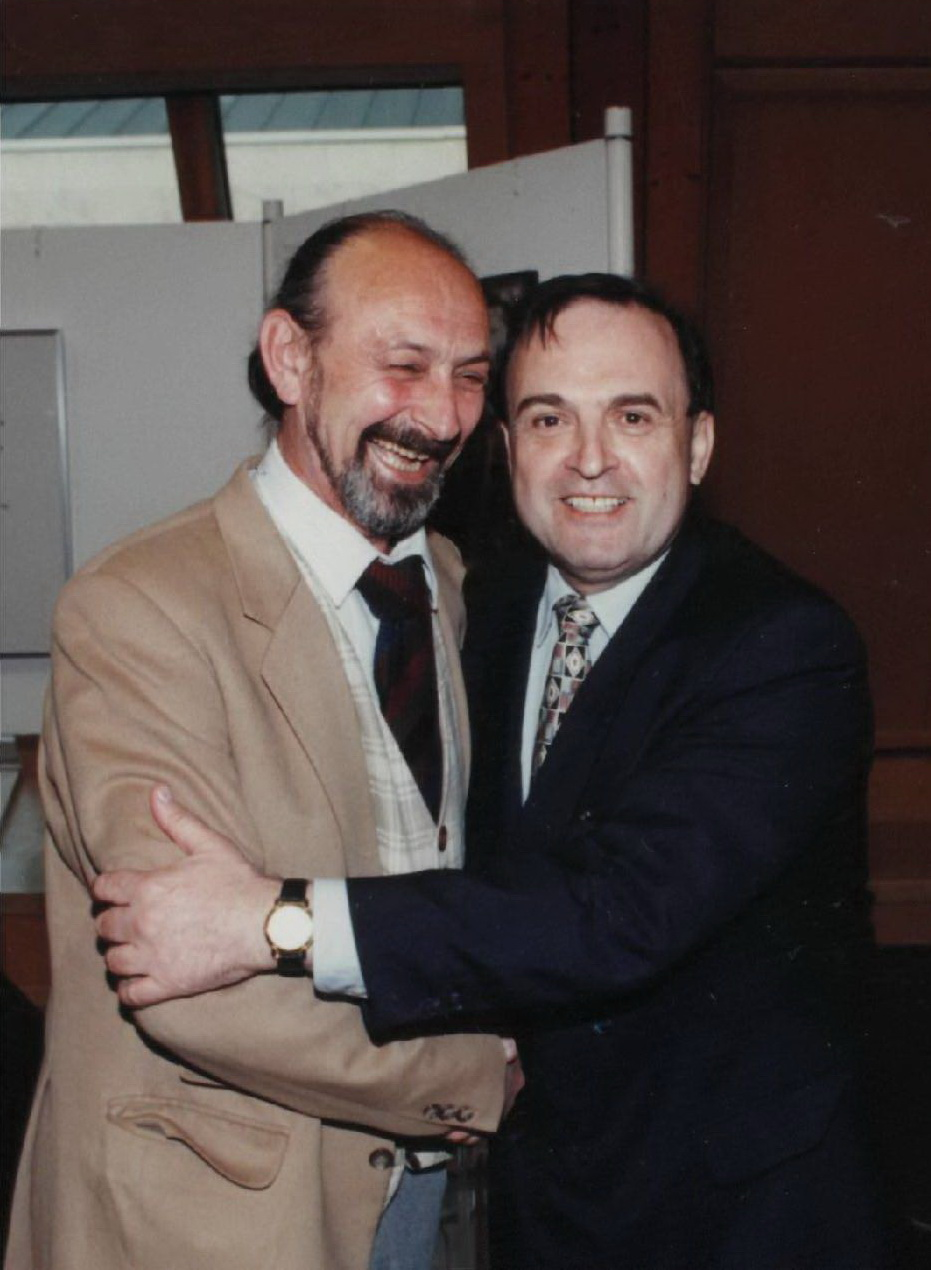
Lev Berinski a Jiří Gruša na zahájení výstavy ilustrací ke sbírce Rendsburger Mikwe. Bonn 1995.
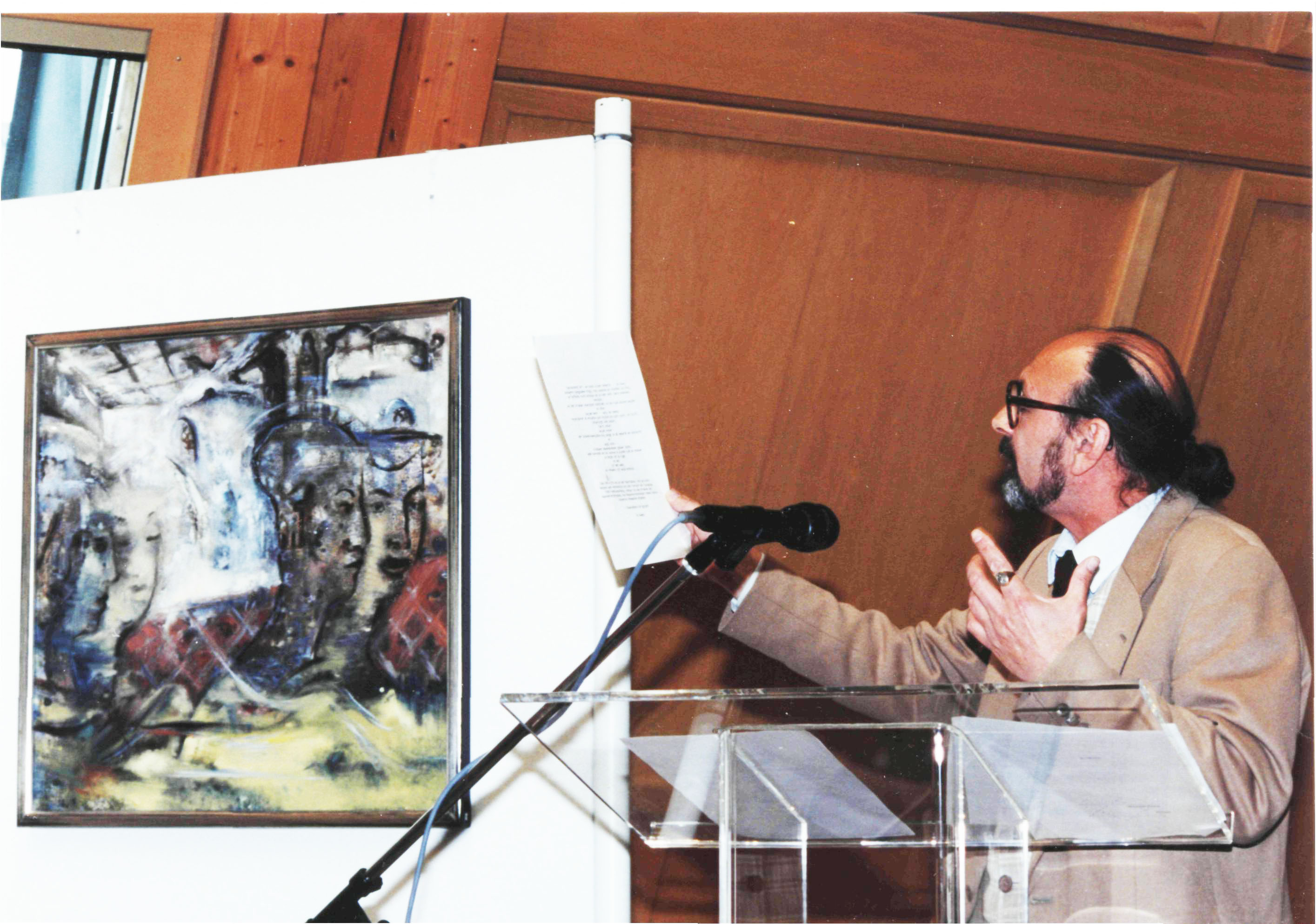
Lev Berinski na zahájení výstavy ilustrací ke sbírce Rendsburger Mikwe. Bonn 1995.
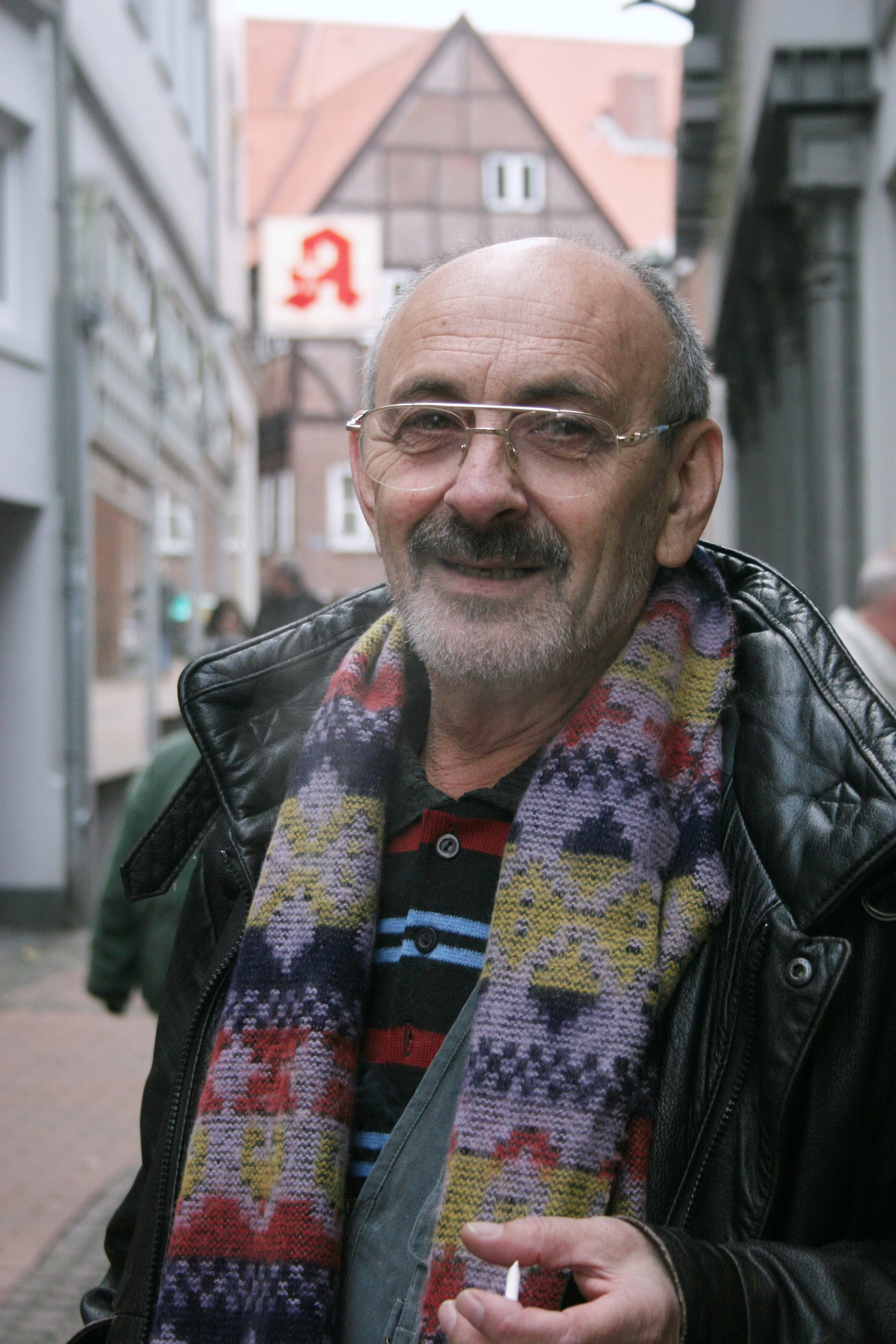
Lev Berinski v Rendsburgu 2008.

Fotografie z oslav 75. narozenin, (Drážďany 2014).

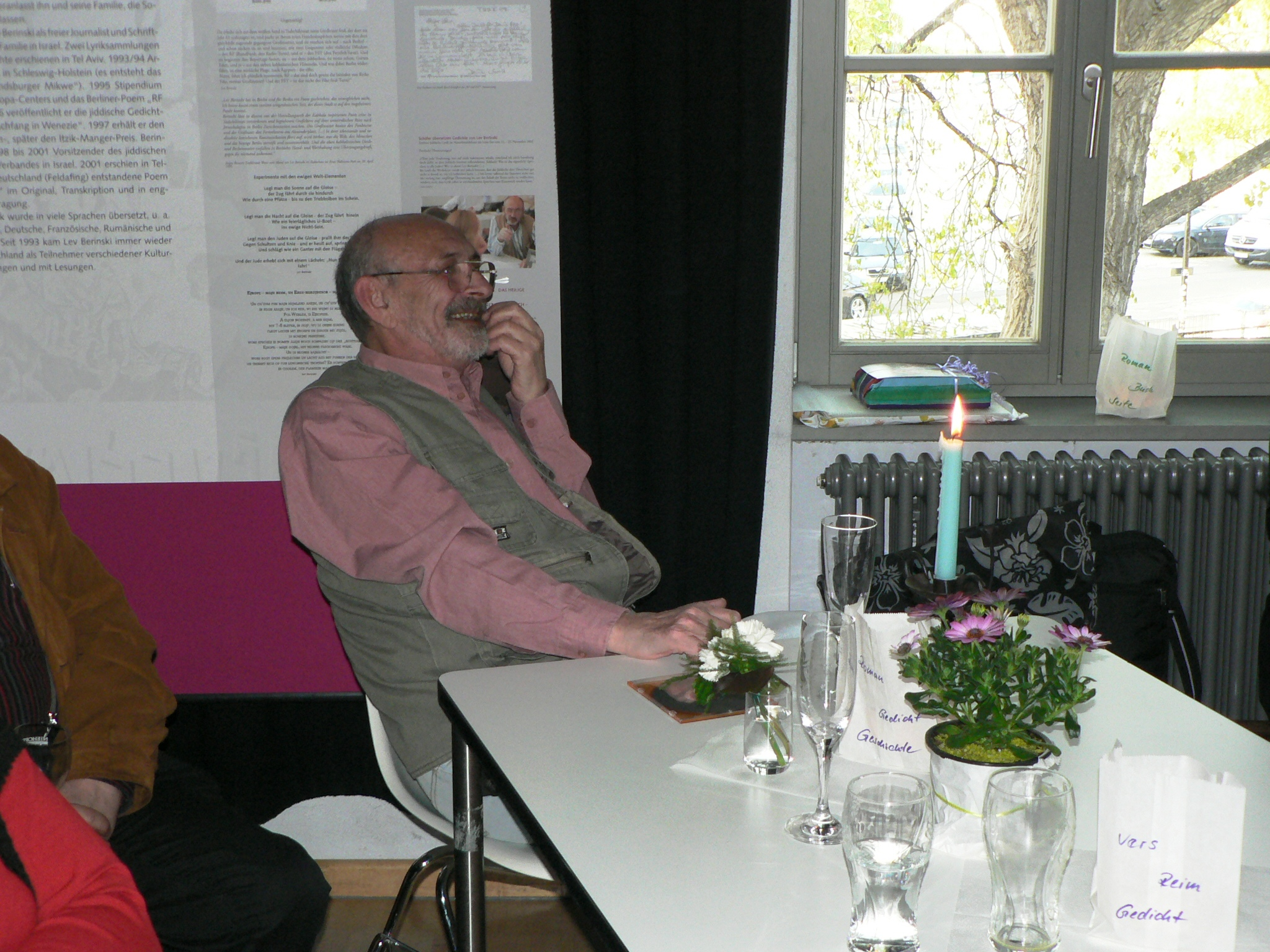
Lev Berinski během koncertu.
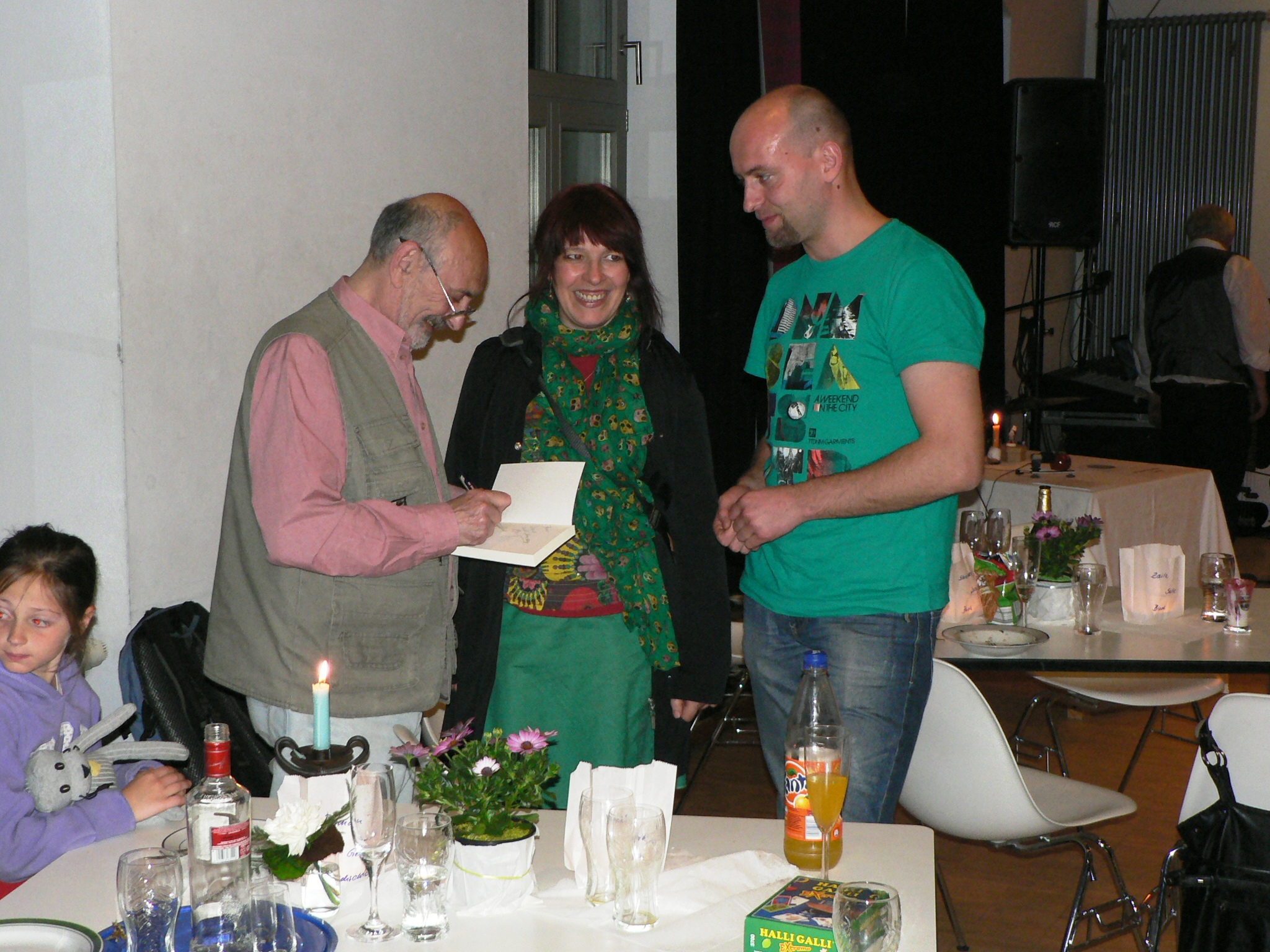
Lev Berinski podepisuje jubilejní vydání.
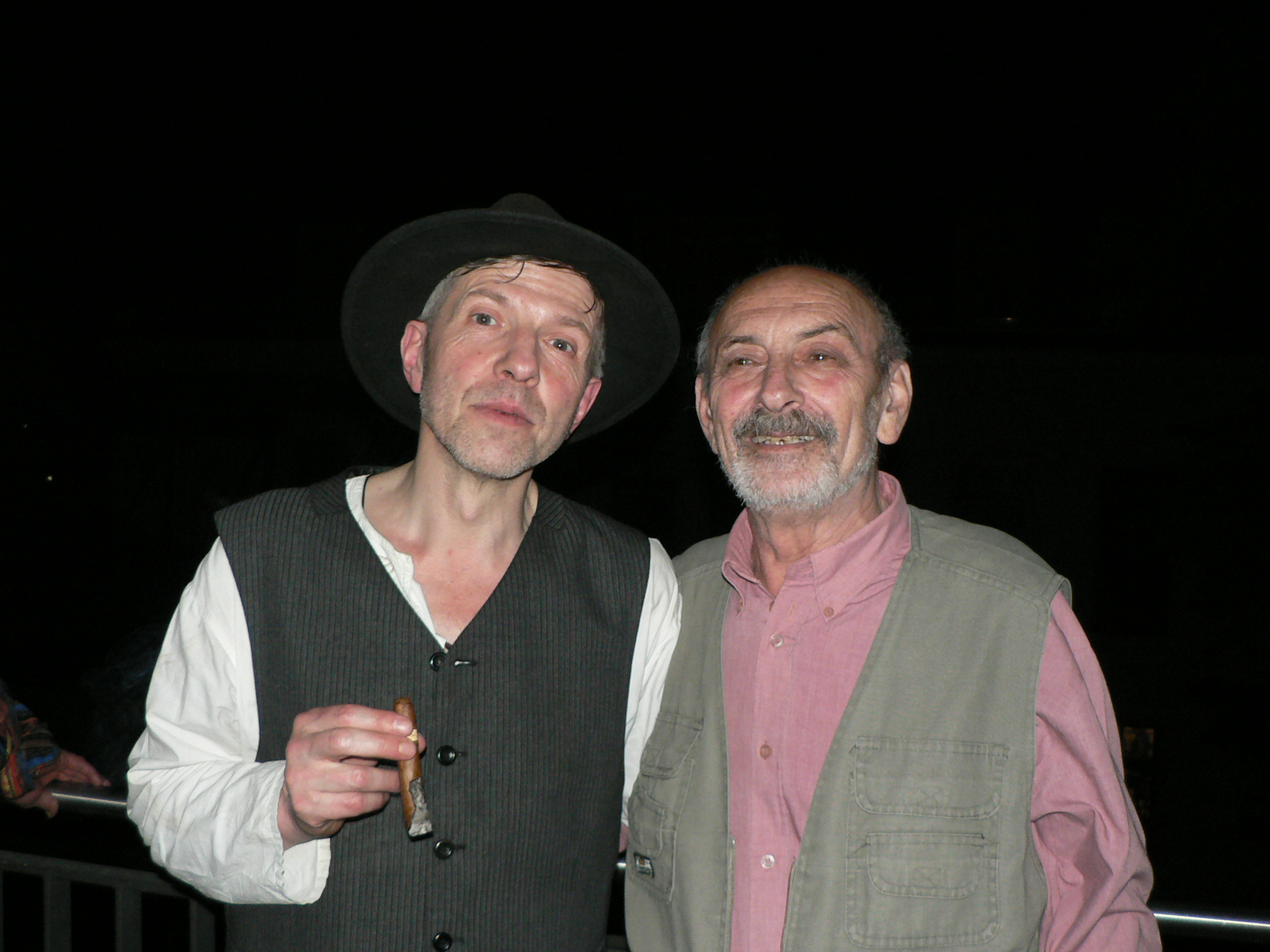
Lev Berinski a hlavní organizátor oslav Detlef Hutschenreuter.

## Dílo

### Nevydané sbírky ze sovětského období
- Дань дню (Daň dni); 1961–1965.
- Меж цветов, на земле (Mezi květy, na zemi); 1966–1970.
- Смерть ветряной мельницы, книга сонетов (Smrt větrného mlýna, kniha sonetů); 1966–1980.
- Царёк дождей (Carátko dešťů); 1971–1975.
- В теле падающая душа (V těle padající duše); 1976–1980.
- Poemetti; 1977–1980.
- Homo phoenix; 1981–1985.
- Он окликнул меня (Zavolal mě); 1986–1990.

Výběr básní z těchto sbírek vyšel knižně ve sborníku На путях вавилонских (Na cestách babylonských) roku 2009.

### Nevydané prózy ze sovětského období
- Этот русский ландшафт, он мне смотрит в глаза.
- На мостках российского каруселестроения.
- Амфитеатр.

Výběr z těchto prací vyšel knižně ve sborníku На стропилах эйнсофа (Na krokvích Ejn Sof) roku 2011.

### Vlastní publikace
- Der zuniker veltboj (דער זוניקער װעלטבױ‎, Slunečný světový řád); Moskva 1988.
- Собаки на улицах Тель-Авива (Psi v ulicích Tel Avivu); Tel Aviv 1992.
- Rendsburger mikve (רענדסבורגער מיקווה‎, Mikve v Rendsburgu); dvojjazyčně s německým přebásněním (Manfred Kauke); ilustrace: Inga Aru; Rendsburg 1994.
- Calystegia Sepium, libe-lider / Calystegia Sepium, стихи о любви (Calystegia Sepium, ליבע לידער, Calystegia Sepium, verše o lásce); jidiš a rusky; Tel Aviv 1995.
- Смерть ветряной мельницы, книга сонетов (Smrt větrného mlýna, kniha sonetů); Tel Aviv 1996.[5]
- Fišfang in Venecie (פֿישפֿאַנג אין װענעציִע‎, Rybaření v Benátkách); Tel Aviv 1996.
- Luftblumen / Airflowers (לופֿטבלומען‎, Vzdušné květiny); dvojjazyčně s anglickým přebásněním (Elazar Larry Freifeld); ilustrace: Irene Frenkel; Tel Aviv 2001.[6]

Berinského dílo bylo přeloženo do angličtiny, francouzštiny, němčiny, hebrejštiny, rumunštiny atd.
Některé básně byly zhudebněny Sergejem Berinským a moldavskou skladatelkou Zlatou Tkač.

### Sborníky a výbory
- Experimente mit Weltelementen (Experimenty se světovými elementy); editor a překladatel: Andrej Jendrusch; Berlín 1998.
- Schüler übersetzen Gedichte von Lev Berinski, Seminar jiddische Lyrik (Žáci překládají básně Lva Berinského, seminář lyriky v jidiš); Hannover 2004.
- Anthologie in 4 Bänden (Antologie ve 4 dílech); dvojjazyčně s německým přebásněním; editorka a překladatelka: Melitta Depner; vlastním nákladem 2004–2005.
- На путях вавилонских (Na cestách babylonských); reprezentativní výběr básní a poem v ruštině a autorských překladů z jidiš do ruštiny; Doněck 2009.[3]
- На стропилах эйнсофа (Na krokvích Ejn Sof); reprezentativní výběr prozaických textů v ruštině a autorských překladů z jidiš do ruštiny; Doněck 2011.[4]

Berinského básně byly dále zařazeny do antologií: Le Miroir d'un peuple (Zrcadlo jednoho národa, Paříž 2000), Русская поэзия ХХ века (Ruská poezie 20. století, Kyjev 2004), Spiegel van de moderne jiddische poesie (Zrcadlo moderní poezie v jidiš, Amsterdam 2007).

### Překlady
Lev Berinski překládá z mnoha jazyků do ruštiny i do jidiš a také mezi těmito dvěma jazyky navzájem. Z jidiš přeložil díla následujících autorů: Isaac Bashevis Singer, Marc Chagall, Mordechai Zanin, Dora Teitelbojm, Chaim Beider a další. Naopak do jidiš přeložil z latiny básně Valeria Catulla. Do ruštiny i do jidiš překládal básně rumunských autorů: Mircea Dinescu, Mihai Eminescu, Nichita Stănescu, moldavských autorů: Grigore Vieru, Aureliu Busuioc, a dále básně ukrajinského vězněného básníka Vasila Stuse. Z francouzštiny přeložil do ruštiny Otce Ubu Alfreda Jarryho, z portugalštiny poemu Jorge Amada, ze španělštiny verše Antonia Machada. Výběr z překladatelské tvorby:
- Marc Chagall: Ангел над крышами: стихи, проза, статьи, выступления, письма (Anděl nad střechami). Výběr, překlad z jidiš do ruštiny, předmluva a poznámky (Moskva 1989).
- Mircea Dinescu: Избранное (Výběr z díla). Překlad z rumunštiny do ruštiny (Moskva 1989).
- Isaac Bashevis Singer: Шоша. Роман и рассказы (Šoša. Román a povídky). Překlad povídek z jidiš do ruštiny a doslov (Moskva 1991).
- Dora Teitelbojm: Огненный куст (Hořící keř). Překlad z jidiš do ruštiny (Tel Aviv 1992).
- Mordechai Zanin: По ту сторону времени: рассказы (Na druhé straně času: povídky). Překlad z jidiš do ruštiny a doslov (Tel Aviv 1993).
- Aron Vergelis: Stalin un Michoels / סטאַלין און מיכאָעלס‎ / Сталин и Михоэлс / Stalin und Michoels (Stalin a Michoels; poema z 60. let 20. století, tiskem v časopisu Sovjetiš hejmland č. 3/1993). Překlad z jidiš do ruštiny a němčiny; trojjazyčné knižní vydání (Menora, Tel Aviv 2011, ISBN 978-965-7094-59-4), doplněné Berinského esejí o autorovi.
- Isaac Bashevis Singer: Кукареку. Мистические рассказы (Kukareku. Mističeskie rasskazy). Překlad z jidiš do ruštiny (Moskva 2017, ISBN 9785751612894).